# Dossenheim-sur-Zinsel
Dossenheim-sur-Zinsel je občina v departmaju Bas-Rhin francoske regije Alzacija.
Leta 1990 je v občini živelo 1 098 oseb oz. 64 oseb/km².